# Hughtun Hector
Hughtun Kerin Vaughn Hector (Point Fortin, 16 ottobre 1984) è un calciatore trinidadiano, centrocampista del Club Sando.